# Horný Lieskov
Horný Lieskov (bis 1927 slowakisch „Horné Lieskové“; ungarisch Felsőmogyoród – bis 1907 Felsőlieszkó) ist eine Gemeinde in der Nordwestslowakei mit 502 Einwohnern (Stand 31. Dezember 2024) und gehört zum Okres Považská Bystrica, einem Kreis des Trenčiansky kraj.

## Geographie
Die Gemeinde befindet sich am südwestlichen Hang des Gebirges Súľovské vrchy in einem kleinen Talkessel, am Bach Lieskovský potok im Einzugsgebiet der Waag. Das Ortszentrum liegt auf einer Höhe von 370 m n.m. und ist 13 Kilometer von Považská Bystrica entfernt.
Nachbargemeinden sind Považská Bystrica (Stadtteile Dolný Moštenec und Horný Moštenec) im Norden und Osten, Podskalie im Südosten, Dolný Lieskov (Ortsteil Tŕstie und Hauptort) im Süden, Visolaje im Westen und Sverepec im Nordwesten.

## Geschichte

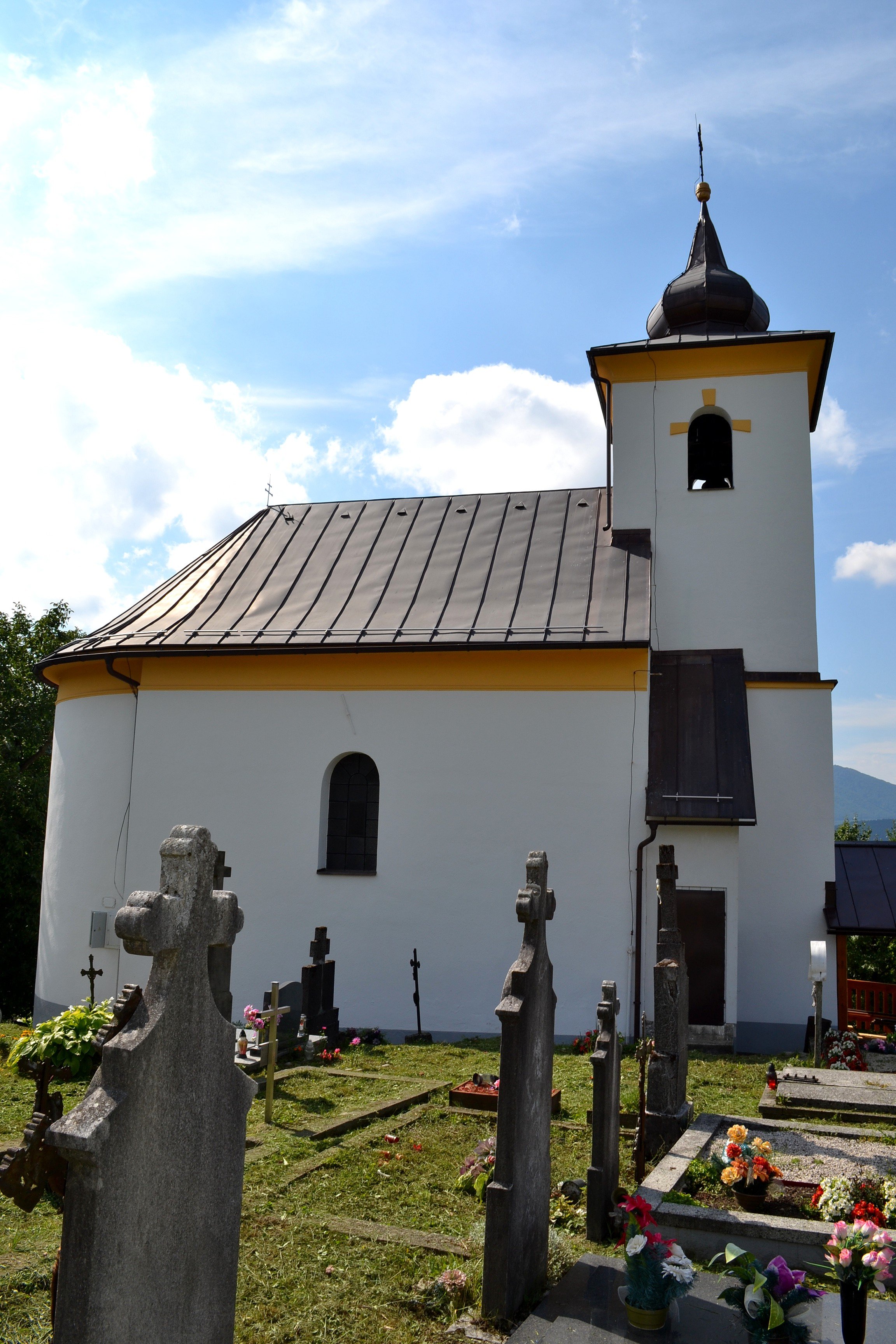
Kirche in Horný Lieskov

Horný Lieskov wurde zum ersten Mal 1330 als duo Leszkouecz schriftlich erwähnt und war Besitz des Landadels. 1598 standen 22 Häuser in Horný Lieskov, 1720 wohnten 11 Steuerzahler, davon 10 Einlieger, im Ort, 1784 hatte die Ortschaft 51 Häuser, 51 Familien und 257 Einwohner, 1828 zählte man 22 Häuser und 299 Einwohner, die als Landwirte beschäftigt waren.
Bis 1918 gehörte der Ort im Komitat Trentschin zum Königreich Ungarn und kam danach zur Tschechoslowakei beziehungsweise heute Slowakei. Von 1976 bis 1993 war Horný Lieskov Teil der Gemeinde Lieskov.

## Bevölkerung
| Jahr                | 1994 | 2004    | 2014    | 2024     |
| ------------------- | ---- | ------- | ------- | -------- |
| Anzahl der Personen | 371  | 373     | 378     | 502      |
| Unterschied         |      | +0,53 % | +1,34 % | +32,80 % |

| Jahr                | 2023 | 2024    |
| ------------------- | ---- | ------- |
| Anzahl der Personen | 487  | 502     |
| Unterschied         |      | +3,08 % |

Gemäß der Volkszählung 2011 wohnten in Horný Lieskov 374 Einwohner, davon 368 Slowaken. Sechs Einwohner machten keine Angabe zur Ethnie.
360 Einwohner bekannten sich zur römisch-katholischen Kirche. Fünf Einwohner waren konfessionslos und bei neun Einwohnern wurde die Konfession nicht ermittelt.

## Bauwerke und Denkmäler
- römisch-katholische Kirche zum Heiligen Kreuz im Barockstil aus dem Jahr 1723